# Fort Scott
Fort Scott is een kleine Amerikaanse plaats in de staat Kansas, ongeveer 140 km ten zuiden van de stad Kansas aan de rivier de Marmaton gelegen. Het is de grootste plaats in de zogeheten Bourbon County.
Het inwonertal bedraagt ongeveer 8300 personen, de oppervlakte 14,1 km².
Het is de geboorteplaats van Gordon Parks, fotograaf en filmregisseur.

## Plaatsen in de nabije omgeving
De onderstaande figuur toont nabijgelegen plaatsen in een straal van 20 km rond Fort Scott.

## Geboren
- Hugh S. Johnson (1882-1942), militair, zakenman, speechschrijver, overheidsfunctionaris en columnist
- Gordon Parks (1912-2006), fotograaf, filmregisseur, schrijver, dichter en componist